# 岡本幸治
岡本 幸治（おかもと こうじ、1936年 - ）は、日本の政治学者。大阪国際大学名誉教授。法学博士（京都大学）。専門は北一輝研究・インド政治史。

## 経歴
1960年、京都大学法学部を卒業。同年 三井物産入社。1964年 同社退社。1965年 大学時代の恩師である大石義雄からの連絡で京都産業大学の政治学担当の教員となる。
1969年、 大阪府立大学教育学部専任講師。1974年 同教養部助教授。1981年 愛媛大学法文学部教授。1992年 大阪国際大学政経学部教授。1997年 論題「北一輝 転換期の思想構造」を京都大学に提出して法学博士の学位を取得。2000年に大阪国際大学を定年退職した。その後は近畿福祉大学社会福祉学部教授として教鞭をとる。2005年、近畿福祉大学を定年退職。維新政党・新風の講師団に参加。21世紀アジア協会理事長。

## 著書
- 『菩提樹の下で－釈迦聖者物語1』日本教文社 1981年
- 『凸型西洋文化の死角 なぜ世紀末が危機なのか』柏樹社 1986年(初版)、1993年(第2版)
- 『脱戦後の条件 凸型文明から凹型文明へ』日本教文社〈教文選書〉1995
- 『北一輝 転換期の思想構造』ミネルヴァ書房「21世紀ライブラリー」1996
- 『骨抜きにされた日本人　検閲、自虐、そして迎合の戦後史』PHP研究所 2002
  - 『喝！ なぜ日本人は謝り続けるのか』致知出版社 2005、増訂版
- 『インド亜大陸の変貌 1990-2000』展転社 2004
- 『インド世界を読む』創成社新書 2006
- 『北一輝　日本の魂のドン底から覆へす』ミネルヴァ書房〈日本評伝選〉2010

### 編著・訳書ほか
- ジョージ・M.ウィルソン『北一輝と日本の近代』勁草書房 1971年(初版)、1980年(新版)
- 『現代政治と人間』共著、ミネルヴァ書房 1971年
- ジェームス・W・モーリー編著『日本近代化のジレンマ 両大戦間の暗い谷間』ミネルヴァ書房 1974年(小平修と共訳)
- アイヴァン・ヒル編著『経済的自由と倫理』監訳、創元社 1982
- 『現代政治を解読する』木村雅昭共編、ミネルヴァ書房 1990
- 『紛争地域現代史3 南アジア』木村雅昭共編、同文舘出版 1994
- 『現代中国の変動と課題』編著、多賀出版 1996
- 『近代日本のアジア観』編著、ミネルヴァ書房「日本史ライブラリー」 1998
- 入江昭編著『中国人と日本人　交流・友好・反発の近代史』監訳、ミネルヴァ書房 2012